# Státní archiv v Katovicích
Státní archiv v Katovicích (pol. Archiwum Państwowe w Katowicach) je jedním ze třiceti regionálních státních archivů v Polsku. Od roku 2017 má 5 poboček (Racibórz, Pszczyna, Gliwice, Cieszyn, Bielsko-Biała).
Archiv byl založen roku 1932 pod názvem Archiwum Akt Dawnych Województwa Śląskiego. Od roku 1998 vydává periodikum Szkice Archiwalno-Historyczne.